# Короли андеграунда
«Короли андеграунда» — третий и последний студийный альбом российской рэп-группы D.O.B., выпущенный 7 сентября 2004 года на лейбле «Интеллигентный Хулиган Productions». Дистрибьюцией альбома занимался лейбл «Альфа Рекордз».
На альбоме собраны песни, записанные Сирджеем и Лигалайзом с 1995 по 2004 год. Альбом содержит вступление от Джипа, а также слова благодарности от группы Ю.Г. и рэпера Панды (Da Budz), записанные на радиопередаче «Фристайл» на «Нашем Радио»
По словам Лигалайза, этот альбом посвящён десятилетию группы D.O.B., которая начала своё существование в 1994 году в оригинальном составе — Сирджей и Лигалайз. Название альбома «Короли андеграунда» адресовано «всем творцам, которые на протяжении долгих лет своим творчеством строили русский рэп, создавая почву для возникновения новых групп и течений».

## Об альбоме
Идея создания этого альбома принадлежит Лигалайзу. По его словам, этот альбом он планировал выпустить сразу после альбома Легального Бизне$$а, но тогда они успели записать только одну песню «Уличные рэпперы», поскольку Лигалайз уехал в Прагу. После возвращения из Праги в 2002 году он предложил Сирджею продолжить совместный проект. Во время первой студийной сессии на M.Y.M. Recordings было записано сразу пять новых треков: «Back together», «Ветераны», «Мясо», «Раз-слушай дикцию» и «Мои слова меняют смысл». Трек «Whatcha kno» должен был выйти на первом альбоме группы D.O.B., Rushun Roolett (1997), но сведение песни на тот момент было не закончено, поскольку Лигалайз уехал в Конго. Песня «Ностальгия» (при участии LG из группы «Сделано в России») была записана в 2000 году и впервые вышла на сборнике «Лучший хип-хоп 3» от лейбла Rap Recordz 7 октября 2002 года. Песня «Мясо» ранее была выпущена в том же году на альбоме группы Ю.Г. «Пока никто не умер» под другим названием — «Отбивная 2».

## Приём критиков
В 2004 году редактор сайта RapArtAge, Katza, назвал альбом «незаменимой вещью» и оценил его на четыре звезды.
В 2004 году редактор сайта Rap Style, X-Star, назвал альбом «знаковым и легендарным уже задолго до выхода».
В 2004 году основатель сайта Rap.ru, Виктор «Bugs» Абрамов, назвал группу D.O.B. «корифеями отечественного хип-хопа, заставившими многих по новому взглянуть на подход к рэпу».
В 2007 году главный редактор сайта Rap.ru, Андрей Никитин, назвал альбом одним из главных альбомов русского рэпа 2004 года.

## Список композиций
| №   | Название                                   | Музыка                      | Дата записи                 | Длительность |
| --- | ------------------------------------------ | --------------------------- | --------------------------- | ------------ |
| 1.  | «Слово джипа» (уч. JEEEP)                  | Sir-J                       | (1996)                      | 0:54         |
| 2.  | «Back together»                            | Лигалайз                    | (2003)                      | 3:39         |
| 3.  | «Слово Ю.Г.а» (уч. Ю.Г.)                   | Freestyle*                  | (2003)                      | 0:38         |
| 4.  | «Ветераны»                                 | Sir-J                       | (2003)                      | 4:19         |
| 5.  | «Мясо»                                     | К.И.Т.                      | (2003)                      | 2:20         |
| 6.  | «Раз-слушай дикцию»                        | Sir-J                       | (2003)                      | 3:09         |
| 7.  | «Классика (В.В.Н.М.)»                      | Лигалайз                    | (1997)                      | 3:59         |
| 8.  | «Хэлло? гуд-бай!»                          | Sir-J                       | (2003)                      | 1:34         |
| 9.  | «Уличные рэпперы»                          | К.И.Т.; DJ Nik One (скретч) | (акапелла: 2000, бит: 2003) | 3:45         |
| 10. | «Мои слова меняют смысл (MC.MC...MC)»      | Sir-J                       | (2003)                      | 4:08         |
| 11. | «Слово Панды и Лиги»                       | Freestyle**                 | (2003)                      | 0:49         |
| 12. | «Мы (D.O.B. Сommunity)»                    | Sir-J                       | (2000)                      | 4:53         |
| 13. | «Ностальгия» (уч. LG («Сделано в России»)) | Sir-J                       | (2000)                      | 4:21         |
| 14. | «Whatcha kno»                              | Sir-J, DJ Пахан             | (1995)                      | 3:15         |
| 15. | «Классика2 (М.С. — Мастера Слова)»         | Лигалайз                    | (1997)                      | 3:53         |

| №   | Название                          | Музыка   | Дата записи | Длительность |
| --- | --------------------------------- | -------- | ----------- | ------------ |
| 16. | «Rushun roolett»                  | Sir-J    | (1995)      | 4:08         |
| 17. | «Громче музыку, громче микрофоны» | Лигалайз | (1997)      | 4:53         |
| 18. | «Мы (remix)»                      | Sir-J    | (2003)      | 5:21         |
| 19. | «Мастера слова (remix)»           | Sir-J    | (2003)      | 4:11         |

- 3: Фристайл, исполненный группой Ю.Г. на передаче «Фристайл» на «Нашем Радио» под бит Craig Mack «Flava In Ya Ear» (produced by Easy Mo Bee). Выпуск #5. Гость: Ю.Г. (11 марта 2003 года).
- 11: Фристайл, исполненный Лигалайзом на передаче «Фристайл» на «Нашем Радио» под чужой бит. Выпуск #7. Гость: Ligalize (25 марта 2003 года)[9].

## Чарты и ротации
С 2003 по 2004 год песни «Ветераны» и «Ностальгия» прозвучали в хип-хоп передаче «Фристайл» на «Нашем Радио».
По данным интернет-проекта Moskva.FM, песни «Уличные рэпперы» и «Раз-слушай дикцию» были в ротации российской радиостанции «Радио NEXT» в 2008 году. Песни «Мы» и «Классика» также были в ротации на радио «ЮFM» в 2009 году.